# 金凱德 (內華達州)
金凱德（英語：Kinkaid）是位於美國內華達州米納勒爾縣的鬼鎮。

## 地理
金凱德所處的海拔為高於海平面1344米（即4409英呎），而該地所採用的時區為UTC-8，即太平洋时区（PST）。同時該地設有夏令時間，為UTC-8調快一小時，即UTC-7（PDT）。